# Viola kosanensis
Viola kosanensis Hayata – gatunek roślin z rodziny fiołkowatych (Violaceae). Występuje naturalnie w Chinach (w Anhui, Fujian, Guangdong, północno-wschodnim Kuejczou, Hubei, Hunan, Jiangxi, południowym Shaanxi, Syczuan, północno-zachodnim Junnanie, a także regionie autonomicznym Kuangsi) oraz na Tajwanie. 

## Morfologia
PokrójBylina dorastająca do 5–15 cm wysokości, tworzy kłącza.
LiścieBlaszka liściowa ma kształt od owalnego do owalnie trójkątnego. Mierzy 1,3–3,5 cm długości oraz 1–3 cm szerokości, jest karbowana na brzegu, ma nasadę od sercowatej do klinowej i ostry wierzchołek. Ogonek liściowy jest nagi i ma 15–40 mm długości. Przylistki są równowąsko lancetowate.
KwiatyPojedyncze, wyrastające z kątów pędów. Mają działki kielicha o równowąsko lancetowatym kształcie i dorastające do 5–6 mm długości. Płatki są podługowato odwrotnie jajowate i mają białą lub purpurową barwę, dolny płatek posiada obłą ostrogę o długości 2-3 mm.
OwoceTorebki mierzące 6-7 mm długości, o podługowatym kształcie.

## Biologia i ekologia
Rośnie w lasach, na brzegach cieków wodnych i skarpach. 